# One Kill Wonder
One Kill Wonder je treći studijski album švedskog melodic death/thrash metal sastava The Haunted, objavljen 25. veljače 2003.
Za album sastav je nagrađen švedskim Grammyjem. To je ujedno i njihov posljednji album snimljen s pjevačem Marcom Arom. Pjesma "D.O.A." je objavljena kao singl, te je snimljen spot, kojeg su zbog nasilnog sadržaja rijetke TV kuće prikazivale.

## Popis pjesama
| 1.    | »Privation of Faith Inc.« (intro)                     | 1:51 |
| 2.    | »Godpuppet«                                           | 1:59 |
| 3.    | »Shadow World«                                        | 3:40 |
| 4.    | »Everlasting«                                         | 3:08 |
| 5.    | »D.O.A«                                               | 4:21 |
| 6.    | »Demon Eyes«                                          | 4:38 |
| 7.    | »Urban Predator«                                      | 3:14 |
| 8.    | »Downward Spiral«                                     | 4:21 |
| 9.    | »Shithead«                                            | 3:52 |
| 10.   | »Bloodletting« (sa Michaelom Amottom iz Arch Enemyja) | 4:08 |
| 11.   | »One Kill Wonder«                                     | 2:59 |
| 38:11 |                                                       |      |

## Postava sastava
- Marco Aro - vokal
- Anders Björler - gitara
- Patrik Jensen - ritam gitara
- Jonas Björler - bas-gitara
- Per Möller Jensen - bubnjevi